# احسان مازندرانی
احسان مازندرانی (زادهٔ ۱۳۶۴) روزنامه‌نگار اهل شیراز است که دانش‌آموخته دانشکده خبر وابسته به ایرنا و مدیرمسئول سابق روزنامه فرهیختگان وابسته به دانشگاه آزاد اسلامی است و از افراد نزدیک به اکبر هاشمی رفسنجانی محسوب می‌شود.

## تحصیلات، فعالیت خبری و سیاسی
وی از اعضای شوراهای دانش آموزی استان فارس در دورهٔ اصلاحات و مسئول ستاد دانش آموزی سید محمد خاتمی (ائتلاف گروه‌های هجده‌گانه اصلاحات) در جریان انتخابات ریاست جمهوری سال ۱۳۸۰ در شیراز بود. مازندرانی فعالیت در حوزه رسانه را از هجده سالگی از طریق گذراندن دوره‌های آموزشی ایرنا در شیراز آغاز کرد و سال ۱۳۸۳ در آزمون ورودی کارشناسی پیوسته دانشگاه آزاد اسلامی رشته علوم ارتباطات اجتماعی گرایش روزنامه‌نگاری واحد شهرستان جهرم فارس پذیرفته شد. وی دبیر خبرگزاری پانا استان فارس، سرپرست خبرگزاری ایلنا استان فارس و همکاری با روزنامه‌های خبرجنوب، نیم نگاه و افسانه را تا سال ۱۳۸۴ در کارنامه خود دارد.
در جریان انتخابات ریاست جمهوری نهم در دوره‌های اول و دوم به عنوان مسئول رسانه‌های ستاد انتخاباتی هاشمی رفسنجانی در شیراز فعالیت کرد. او پس از پذیرش در آزمون سراسری و مصاحبه دانشکده خبر ایرنا، از ادامه تحصیل در دانشگاه آزاد انصراف داد و به تهران آمد و با روزنامه‌هایی چون آفتاب یزد، اسرار، کارگزاران سازندگی، اعتماد، شرق، آرمان امروز و وبگاه‌های خبری بهارستان تهران و جمهوریت همکاری پیوسته و ناپیوسته داشته‌است.
او در سال ۱۳۸۹ موفق به دریافت مدرک کارشناسی خبرنگاری گرایش استراتژیک از دانشکده خبر شد و در سال ۱۳۹۳ رتبه سوم آزمون ورودی کارشناسی ارشد دانشکده خبر ایرنا رشته خبرنگاری حرفه‌ای بین‌المللی شد. عنوان پایان‌نامه مازندرانی در مقطع کارشناسی ارشد، سیاست‌گذاری خبری جمهوری اسلامی ایران است. وی در دوره نخست ریاست‌جمهوری احمدی‌نژاد هم‌زمان با فعالیت در رسانه‌ها، دبیر انجمن اسلامی دانشجویان دانشکده خبر بود که به دلیل انتشار مطلبی در روزنامه اعتماد در سال ۱۳۸۶ با شکایت افرادی نظیر روح‌الله احمدزاده کرمانی و وحید یامین پور تحت تعقیب قرار گرفت اما در نهایت پرونده او مختومه شد.
این روزنامه‌نگار ایرانی در ابتدای سال ۱۳۸۸ به دعوت جواد دلیری سردبیر فعلی روزنامه همشهری به روزنامه فرهیختگان دعوت شد و سفرهای استانی میرحسین موسوی را پوشش داد. او در سال ۱۳۹۰ به پیشنهاد افشین محمدی مدیرمسوول وقت روزنامه فرهیختگان معاون سردبیر روزنامه دانشگاه آزاد شد. پس از برکناری عبدالله جاسبی از ریاست دانشگاه آزاد اسلامی در سال ۱۳۹۰ با دستور فرهاد دانشجو نخستین اخراجی دانشگاه آزاد لقب گرفت. اخراج او از روزنامه فرهیختگان باعث شد تا با دستور هاشمی رفسنجانی رئیس هیئت امنا و هیئت مؤسس دانشگاه آزاد اسلامی از فروردین سال ۱۳۹۱ مشاور مطبوعاتی هیئت امنای آن دانشگاه شود.
در همان سال به پیشنهاد شرکت هواپیمایی ایرآسیا در مالزی برای انتشار مجله فارسی خطوط هوایی این ایرلاین به کوالالامپور رفت و حدود هشت ماه در جنوب شرق آسیا زندگی کرد و پنج شماره از این مجله را منتشر کرد تا اینکه به دلیل تحریم‌های سال ۲۰۱۲ علیه ایران و تعطیلی مسیر کوالالاپور به تهران، به پایتخت بازگشت و معاون سردبیر روزنامه اعتماد شد. مازندرانی در اسفندماه سال ۱۳۹۱ به همراه بیست روزنامه‌نگار دیگر به اتهام عضویت در صفحه فیس بوک جامعه روزنامه‌نگاران ایرانی متشکل از هشتصد خبرنگار، روزنامه‌نگار و عکاس خبری بازداشت و پس از هجده روز در بیست اسفند ماه آزاد شد. برخی منابع علت اصلی بازداشت مازندرانی را تولید و انتشار عکس آزادی مهدی هاشمی بهرمانی فرزند هاشمی رفسنجانی در روزنامه اعتماد اعلام کردند.
وی از جمله روزنامه‌نگاران حامی کاندیداتوری هاشمی رفسنجانی در انتخابات ریاست جمهوری یازدهم بود و از فروردین همان سال ستاد خبری و اطلاع‌رسانی این کاندیدای احتمالی را به همراه تعداد دیگری از روزنامه‌نگاران راه انداخت و پس از ردصلاحیت هاشمی از حسن روحانی حمایت کرد. در نهایت بعد از به قدرت رسیدن اعتدالیون و اصلاح طلبان در خرداد ۱۳۹۲، با حکم رئیس دانشگاه آزاد اسلامی به مدیر مسئولی روزنامه فرهیختگان رسید. وی اولین انتصاب در دانشگاه آزاد اسلامی پس از برکناری فرهاد دانشجو بود و برخی این موضوع را یادآوری اخراج مازندرانی به فرهاد دانشجو تحلیل می‌کردند. در ابتدای ریاست حمید میرزاده بر دانشگاه آزاد اسلامی برای مدتی مسوولیت مرکز اطلاع‌رسانی دانشگاه آزاد اسلامی را هم برعهده داشت. اخراج هفت نفر از فعالان ستادهای انتخاباتی سعید جلیلی و محمدباقر قالیباف از روزنامه فرهیختگان باعث انتشار حواشی زیادی علیه وی شد. پس از حضور علی اکبر ولایتی و فرهاد رهبر در دانشگاه آزاد اسلامی حدود یکصد نفر از فعالان رسانه‌ای از رسانه‌های دانشگاه آزاد اسلامی اخراج شدند اما رسانه‌های تندروی اصولگرا نسبت به انعکاس آن توجهی نشان ندادند.
احسان مازندرانی از ابتدای سال ۱۳۹۳ با حکم اکبر ترکان مسئول راه اندازی خبرگزاری شورای عالی مناطق آزاد و ویژه اقتصادی شد و خبرگزاری فرینا را راه اندازی کرد. او هم‌زمان عضو شوراهای راهبردی فرهنگی و اجتماعی، رسانه و اقتصاد دانش بنیان دانشگاه آزاد اسلامی بود. معاونت اجرایی و معاونت اقتصادی دفتر هیئت امنای دانشگاه آزاد اسلامی و مشاور امور رسانه رئیس دفتر مرکز تحقیقات استراتژیک مجمع تشخیص مصلحت نظام در دوره هاشمی رفسنجانی از دیگر سوابق این روزنامه‌نگار به‌شمار می‌رود.
حضور وی در روزنامه فرهیختگان با موج از حملات رسانه‌های تندرو از جمله خبرگزاری‌های فارس و تسنیم و روزنامه کیهان همراه شد. روزنامه فرهیختگان در دوره حضور مازندرانی حامی دولت حسن روحانی بود و شمارگان این رسانه طی نزدیک به سه سال از هشت هزار به چهل و هشت هزار نسخه در روز افزایش یافت. انتشار ویژه نامه آخوند متفاوت توسط مازندرانی در روزنامه فرهیختگان که دربارهٔ شخصیت سیاسی هاشمی رفسنجانی بود واکنش‌های زیادی در صدا و سیما و رسانه‌های تندرو در پی داشت. این ویژه نامه با قیمت پنج هزار تومان، پنج بار و هر نوبت پنج هزار نسخه تجدید چاپ شد.
مازندرانی در راستای پروژه‌ای که علیه روزنامه‌نگاران حامی دولت آغاز شده بود روز ۱۱ آبان ماه ۱۳۹۴ در منزل خود بازداشت شد. حسن روحانی رئیس جمهوری اسلامی ایران در واکنش به بازداشت وی گفت «این جوانان سرمایه‌های نظام هستند و نباید دلسردشان کنیم.» در رسانه‌های تندرو ابتدا اعلام شد که بازداشت‌ها در راستای مقابله با نفوذ انجام شده اما در جریان روند رسیدگی قضایی مشخص شد این بازداشت در ادامه همان پرونده مختومه شده سال ۱۳۹۱ بوده‌است. به گفته محمود علیزاده طباطبایی، یکی از وکلای احسان مازندرانی، بحث نفوذ در این پرونده مطرح نیست. وی در دادگاه بدوی به اتهام توهین به مقامات از طریق زیر سؤال بردن حکم زندان مهدی هاشمی و ماده ۶۱۰ قانون مجازات اسلامی با مصداق ترتیب دادن صحنه خواندن بیانیه توسط مهدی هاشمی در مقابل بازداشتگاه اوین، انتشار فیلم خداحافظی هاشمی رفسنجانی با فرزندش مهدی پیش از عزیمت به زندان معروف به فیلم وداع و چت کردن با مسعود بهنود در سال ۱۳۹۱ به هفت سال حبس تعزیری از سوی قاضی مقیسه رئیس شعبه ۲۸ دادگاه انقلاب محکوم شد. صادق لاریجانی رئیس قوه قضاییه ایران یک روز پس از انتشار فیلم وداع در واکنشی گفته بود که این فیلم را ساخته‌اند تا احکام قوه قضاییه را زیر سؤال ببرند.
یاسر هاشمی فرزند هاشمی رفسنجانی پس از اعلام حکم بدوی در یادداشتی در حمایت از احسان مازندرانی نوشت که از شنیدن آن شوکه شده‌است. احسان مازندرانی در اعتراض به این رویه که آن را کینه توزانه خواند بارها دست به اعتصاب غذا زد و اعلام کرد جز التزام به قانون اساسی جمهوری اسلامی ایران و انجام وظایف روزنامه‌نگاری قدمی برنداشته‌است و خواستار برگزاری علنی دادگاه و انتشار حکم خود شد. شعبه ۳۶ دادگاه تجدیدنظر استان تهران مستقر در دادگاه انقلاب به ریاست قاضی زرگر در سال ۱۳۹۵ به تعدیل حکم دادگاه بدوی و کاهش آن به دو سال رای داد. در حکم تجدید نظر مازندرانی تأکید شده شواهد نشان می‌دهد نامبرده مسئله‌ای با نظام جمهوری اسلامی ایران، قانون اساسی و رهبر جمهوری اسلامی ایران ندارد. وی بیش از یک ماه پس از درگذشت هاشمی رفسنجانی در ۲۳ بهمن ماه ۱۳۹۵ از زندان آزاد شد اما کمتر از یک ماه بعد در تاریخ ۲۲ اسفند ماه با اعلام اینکه به صورت اشتباه از زندان آزاد شده دوباره بازداشت و به زندان بازگردانده شد. به گفته کارشناسان حقوقی این موضوع برای نخستین بار از ابتدای نگارش قانون مدنی اتفاق افتاده‌است.
هوشنگ پوربابایی موکل احسان مازندرانی در تاریخ سه‌شنبه ۹ آبان ۱۳۹۶ اعلام کرد: ظهر امروز مطلع شدم، موکلم آقای مازندرانی با اتمام دوران محکومیتش از زندان اوین آزاد شدند. وی ادامه داد: آقای مازندرانی در دادگاه بدوی به هفت سال حبس محکوم شده بودند اما پس از درخواست تجدیدنظر، موکلم از سوی دادگاه تجدیدنظر به دو سال حبس محکوم شدند و امروز نیز با پایان این دوره، آقای مازندرانی از زندان آزاد شدند. وی مدت چهل و هفت روز نیز بیشتر از موعد قانونی در حبس نگه داشته شد. احسان مازندرانی پس از آزادی با انتشار توییتی اعلام کرد همچنان به پژوهش در حوزه رسانه و پرونده‌های مهم سیاسی به عنوان روزنامه‌نگار محقق در چارچوب قانون اساسی جمهوری اسلامی ایران ادامه خواهد داد.
وی در حال حاضر مدیر دپارتمان ارتباطات و رسانه کنگره دائمی بزرگداشت هاشمی رفسنجانی است که ریاست آن بر عهده محمد هاشمی برادر هاشمی رفسنجانی و یاسر هاشمی فرزند هاشمی رفسنجانی است.